# Le Burgaud
Le Burgaud (okzitanisch: Le Burgau) ist eine französische Gemeinde mit 937 Einwohnern (Stand: 1. Januar 2022) im Département Haute-Garonne in der Region Okzitanien. Sie gehört zum Arrondissement Toulouse und zum Kanton Léguevin. Die Einwohner werden Burgaudains und Burgaudaines genannt.

## Geographie
Le Burgaud liegt etwa 31 Kilometer nordwestlich von Toulouse. Umgeben wird Le Burgaud von den Nachbargemeinden Beaupuy im Nordwesten und Norden, Savenès im Norden und Nordosten, Aucamville im Osten, Saint-Cézert im Osten und Südosten, Launac im Süden, Drudas im Südwesten sowie Bellesserre im Westen.

## Geschichte
Während des Mittelalters bestand hier seit 1215 eine Kommende des Johanniterordens. Die Bastide wurde 1286 begründet.

### Bevölkerungsentwicklung
| Jahr                       | 1962 | 1968 | 1975 | 1982 | 1990 | 1999 | 2010 | 2020 |
| Einwohner                  | 509  | 419  | 397  | 419  | 429  | 484  | 710  | 943  |
| Quellen: Cassini und INSEE |      |      |      |      |      |      |      |      |

## Sehenswürdigkeiten
- Kirche Saint-Jean-Baptiste
- Kapelle Notre-Dame-des-Aubets
- Markthalle
- Taubenschlag aus dem 18. Jahrhundert im Weiler Pouchot

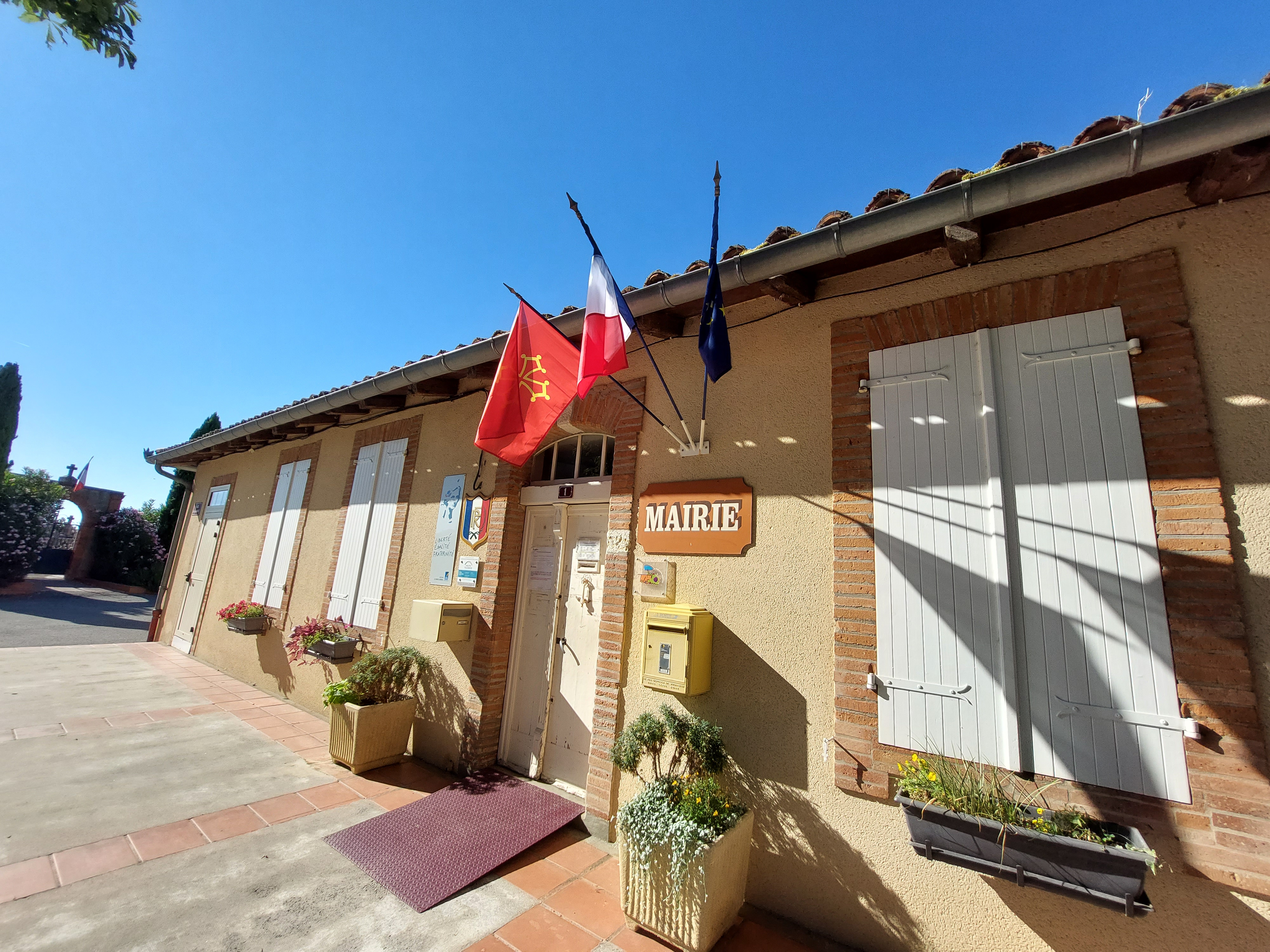
Rathaus (Mairie)
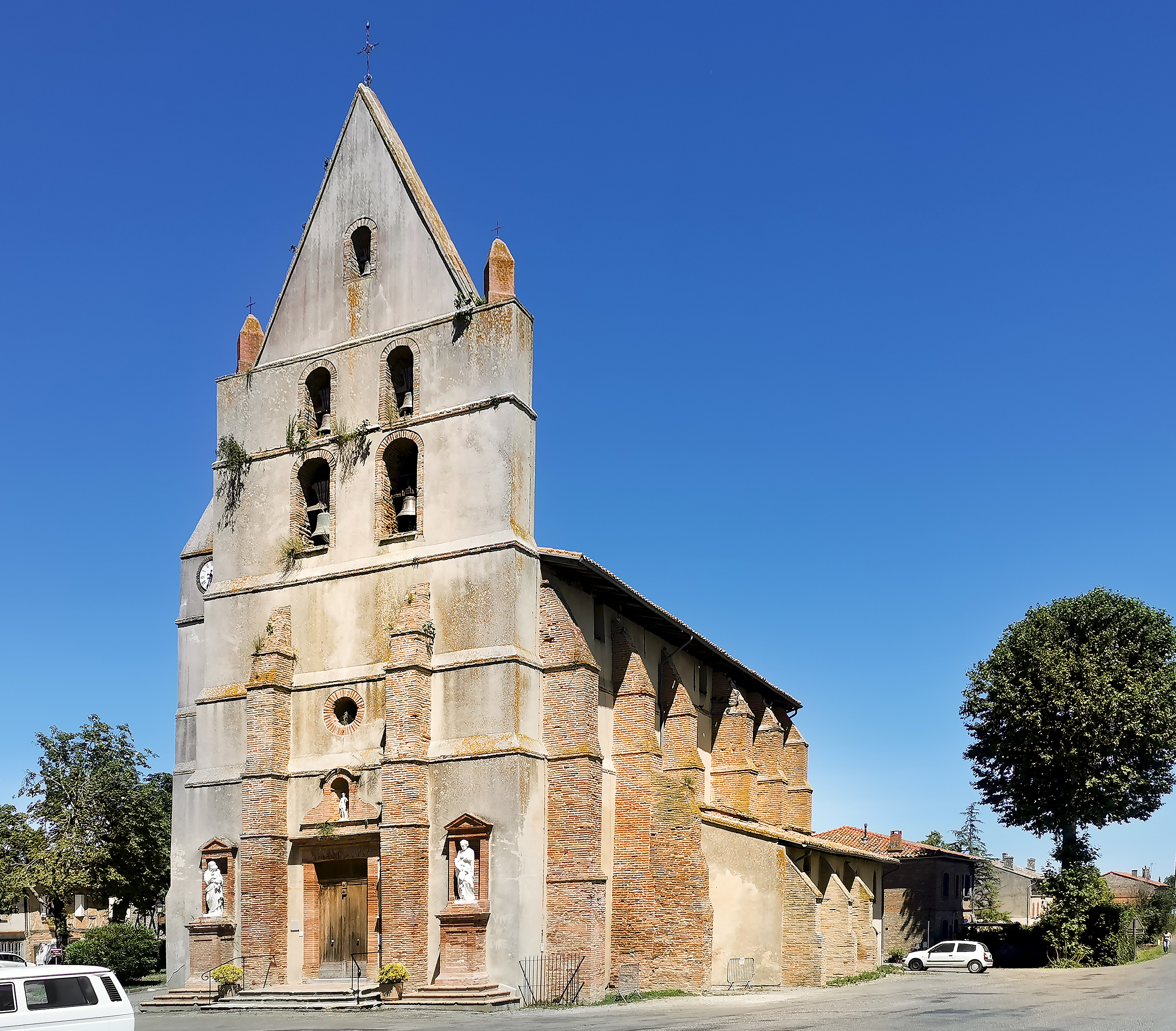
Kirche Saint-Jean-Baptiste
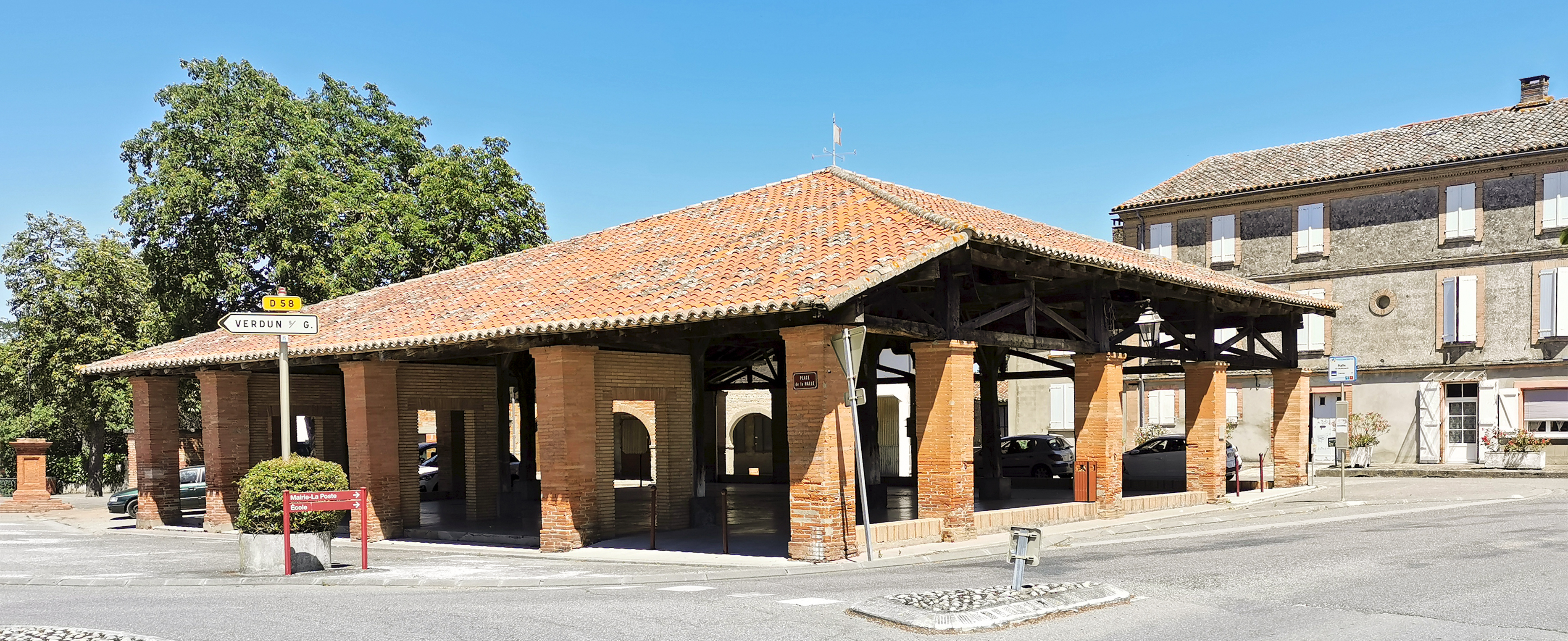
Markthalle